# Vechta (stad)
Vechta is een stad in de Duitse deelstaat Nedersaksen, gelegen in het Landkreis Vechta. De stad, met de status van selbständige Gemeinde, telt 32.894 inwoners. Naburige steden zijn onder andere Bakum, Dinklage en Goldenstedt.

## Stadsdelen
Vechta bestaat uit vijftien stadsdelen:
| - Vechta Stadt - Bergstrup - Calveslage - Deindrup - Hagen I | - Hagen II - Holtrup - Holzhausen - Langförden - Oythe | - Spreda - Stoppelmarkt - Stukenborg - Telbrake - Vardel |

## Geschiedenis
De naam van de stad zou  ongeveer: vochtige plaats betekenen.
In 1070 wordt de stad voor het eerst in een document vermeld. Kort daarna blijkt Vechta deel uit te maken van het Graafschap Ravensberg, dat mogelijk zijn wortels had in Calveslage, waar in de 11e eeuw een riddergeslacht woonde, waar ten minste één graaf Von Ravensberg van afstamde.
Vechta ligt aan de Vechtaer Moorbach, en wel aan de enige plek, waar het in de middeleeuwen mogelijk was, deze beek en de omliggende veenmoerassen te passeren. 
De plaats had dus een strategische ligging: een oude handelsroute van Lübeck via  Hamburg en Bremen naar Osnabrück liep hierlangs. In 1080 liet de bisschop van Osnabrück, Benno II, bij de voorde in de Moorbach een kasteel bouwen. Daaromheen ontwikkelde zich de nederzetting, die het stadsrecht naar Osnabrücker voorbeeld verkreeg.
Vechta lag van 1252, toen gravin Jutta van Ravensberg stad en rechten aan de Münsterse bisschop verkocht, tot 1803 in het Prinsbisdom Münster. Maar gedurende de Dertigjarige Oorlog was de stad van 1647-1654 door Zweedse troepen bezet. 
In 1684 werd Vechta door een grote stadsbrand verwoest. Het kasteel ging ook verloren en werd door modernere vestingwerken vervangen.

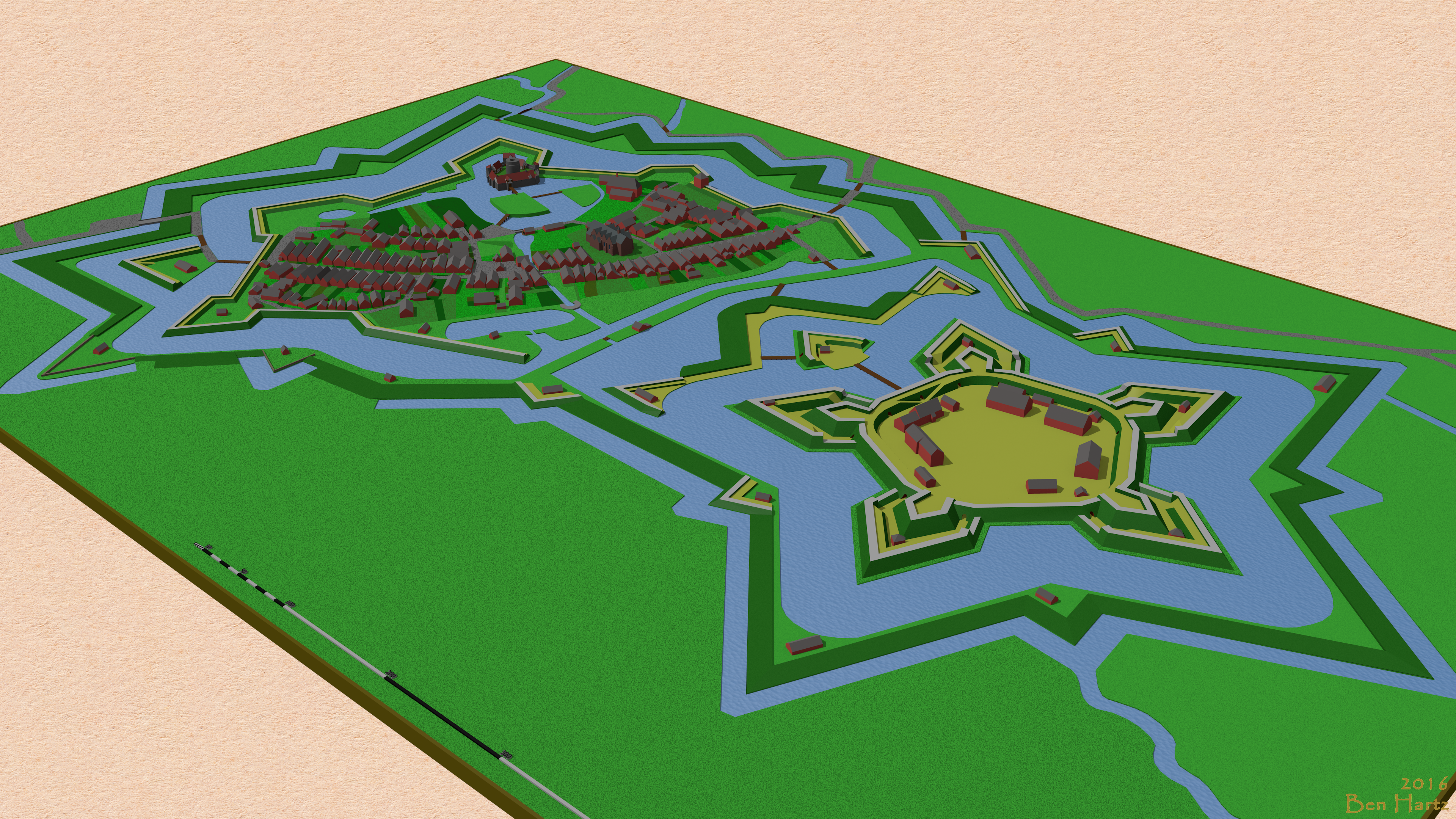
Reconstructie van Vechta anno 1684, voor de stadsbrand
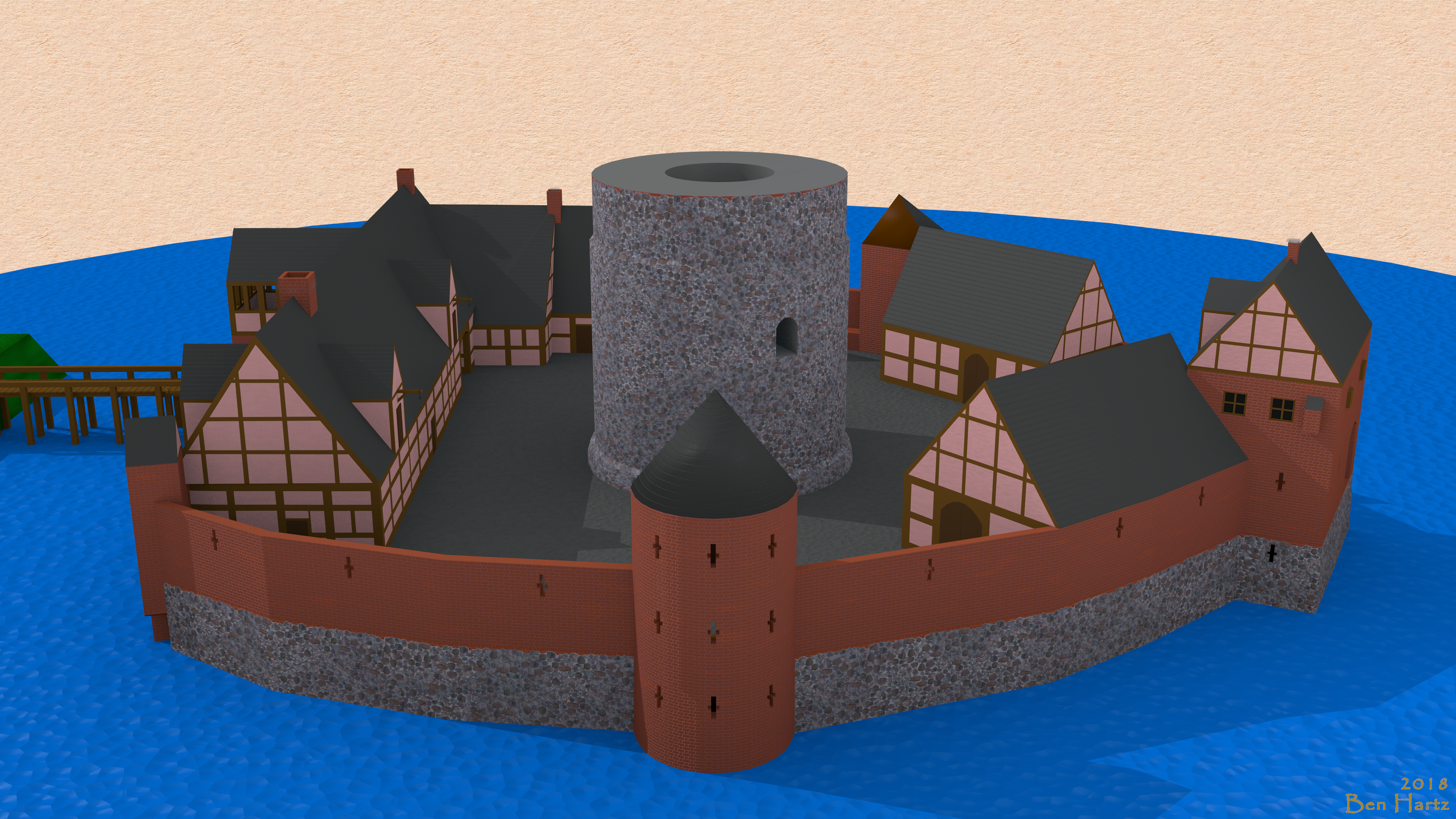
Reconstructie Amtshaus Vechta, 1689
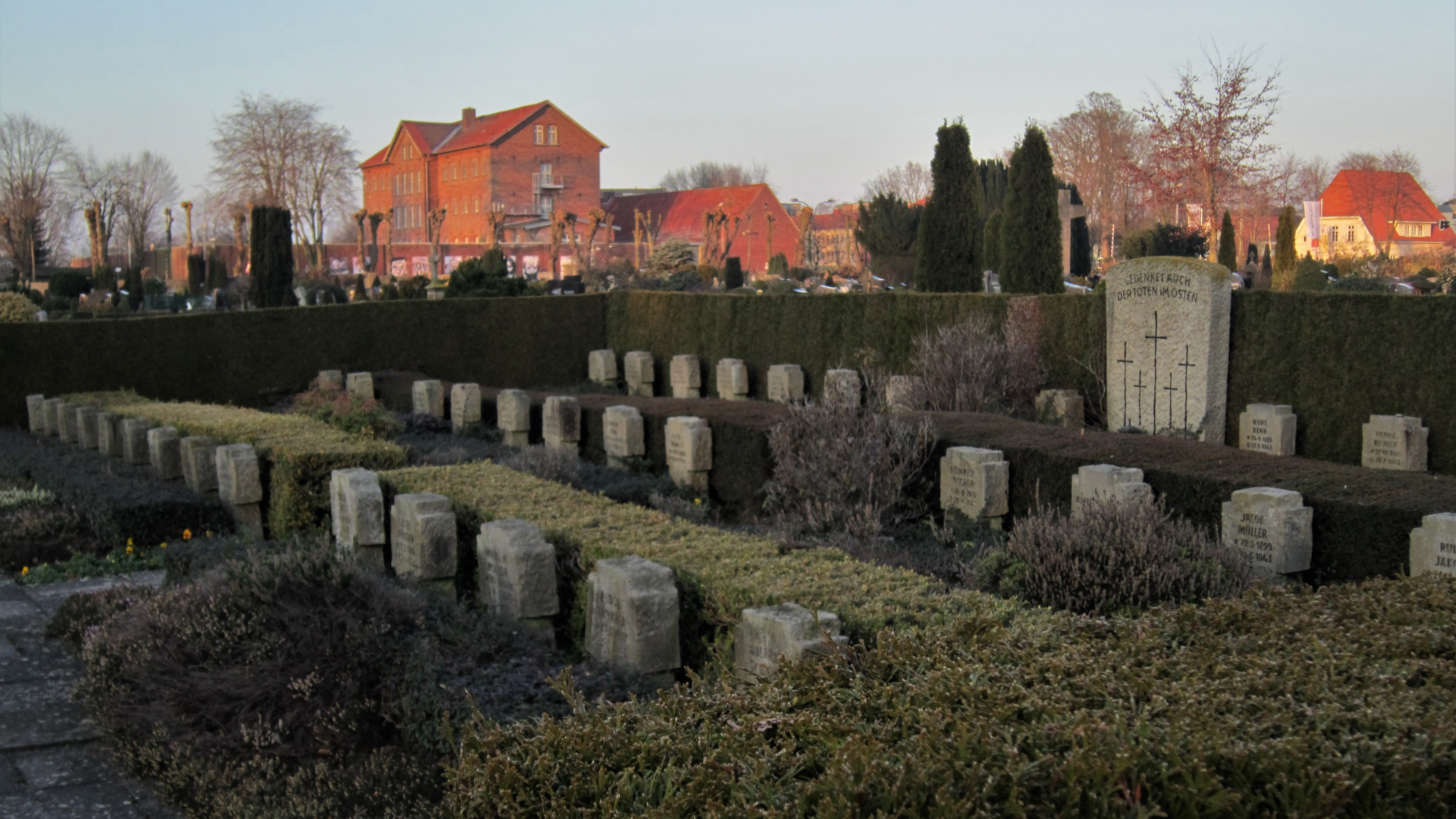
Oorlogsgraven WO II in de voormalige citadel

Van 1933 tot 1935 tijdens het Derde Rijk was de gevangenis (in het Zeughaus)  tijdelijk als concentratiekamp in gebruik. Er werden vooral leden en aanhangers  van de verboden Kommunistische Partei Deutschlands opgesloten. Het kamp gold als naar verhouding humaan.
In 1938 ging de Kristallnacht ook aan Vechta niet voorbij. De uit 1825 daterende synagoge werd platgebrand en de begraafplaats geschonden. Aan de Holocaust herinneren een modern gedenkteken en 21 Stolpersteine.
Op 2 mei 1975 stortte een Mirage-gevechtsvliegtuig van de  Belgische luchtmacht neer op enige huizen in Vechta. Onder de 10 dodelijke slachtoffers was de piloot van de straaljager, alsmede enkele kinderen, die in een van de getroffen huizen een verjaardagsfeestje vierden. Ook vielen er verscheidene gewonden. De materiële schade was twee miljoen Duitse Mark.
Na 2000 immigreerden veel mensen met een Duits verleden uit Rusland, zgn. Russlanddeutsche,  naar de streek, hetgeen het bevolkingscijfer ook in Vechta fors deed stijgen.

## Verkeer en vervoer
Acht km ten westen van Vechta, bij het dorp Bakum, ligt afrit 64 van de Bundesautobahn 1.
De Bundesstraße B69 loopt als ringweg westelijk om Vechta heen.
Een stoptrein tussen Osnabrück en Delmenhorst, met aldaar overstap naar Bremen, Der Bramscher, stopt 1 x per uur op het station Vechta.
Op 2½ km ten noordoosten van station Vechta ligt station Vechta-Stoppelmarkt. Het is speciaal aangelegd voor bezoekers van dit evenement. Alleen tijdens de Stoppelmarkt stoppen de treinen hier ieder uur.
Verder zijn er goede streekbusverbindingen.
Mede vanwege het grote aantal studenten in de stad, wordt er hard gewerkt om de stad en haar omgeving van fietstunnels en deels vrijliggende fietspaden, en ook fietsenstallingen, te voorzien. In 2019 is een groot gebouw bij het station daarvoor gebouwd en een fiets- en voetgangersbrug aangelegd. Er is zelfs gelegenheid de fiets te wassen.

## Bezienswaardigheden en natuurgebieden
- De St. Georgskerk (1452), in laatgotische stijl, met renaissance-invloeden gebouwd, met interessant interieur, o.a. de in 1699 uit Wildeshausen overgebrachte  relieken van St. Alexander van Rome
- De St. Jozefkerk (1731), gebouwd door franciscaner monniken
- De in 1912 gebouwde Sint-Laurenskerk te Langförden, met binnen een duizend jaar oud stenen doopvont; van de oude kerk is de vierkante toren blijven staan; deze dateert van omstreeks het jaar 1000
- Het vijfhoekige vestinggebouw Kaponier, een caponnière
- Bronzen standbeeld van Alwin Schockemöhles in Vechta gefokte springpaard Warwick Rex
- De voormalige citadel is nu een stadspark.
- Het Große Moor direct ten oosten van de stad, een der weinige goed bewaard gebleven hoogveengebieden in Duitsland. Hier dichtbij zijn enkele voor wandelingen zeer geschikte bossen.
- De deels beboste, tot 146 m hoge heuvelrug Dammer Berge ligt voorbij Steinfeld 20 km ten zuiden van de stad
- Het Museum im Zeughaus (het arsenaal) van Vechta, gevestigd in een in 1698 opgericht stenen gebouw, dat van 1816 tot 1991 stadsgevangenis was,  is zetel van het ZEM (Zentrum für Experimentelles Mittelalter), een  met de universiteit van Vechta samenwerkende instelling die zich met levende geschiedenis en ook wel met experimentele archeologie en re-enactment  bezighoudt, specifiek gericht op de middeleeuwen.
- Jaarlijks vindt, al sinds 1298,  medio augustus de Stoppelmarkt plaats, een zeer grote jaarmarkt met kermis e.d.

## Economie
De stad ligt in een streek met veel vee- en pluimveehouderij, en de voedingsmiddelenindustrie is er dus niet onbelangrijk. Ook Big Dutchman heeft er een fabriek voor installaties voor stallen in de moderne veehouderij.
In de streek worden veel raspaarden, o.a. voor de paardensport, gefokt.
Verder is er op bescheiden schaal nog turfwinning. Er staat een baksteenfabriek.
Nog altijd bezit de stad een jeugd- en een vrouwengevangenis.
Sinds 2010 heeft de voormalige Pedagogische Hogeschool de status van universiteit. Het aantal studenten ligt rond 5500 per jaar. Het accent ligt op lerarenopleidingen, gerontologie, managementstudies en natuurwetenschappen.

## Partnersteden
- Jászberény , Hongarije
- Pays-Léonard, behorende tot de stad Saint-Pol-de-Léon, Frankrijk
- Saint-Pol-de-Léon, Frankrijk
- Le Cellier, Frankrijk, uitgaand van stadsdeel Langförden
- Seguin, USA
- Starachowice, Polen

## Belangrijke personen in relatie tot de stad

### Geboren
- Andreas Romberg (1767–1821), violist en componist
- Franz Fortmann (1877–1935), jurist en politicus
- Alparslan Erdem (1988), Turks voetballer

### Overig
- Harald zur Hausen, (1936-2023) Duits viroloog, winnaar van de Nobelprijs voor Fysiologie of Geneeskunde in 2008, woonde als jongen in Vechta en deed er in 1955 eindexamen gymnasium
- Alwin Schockemöhle, (1937), kocht in Vechta veel van zijn toppaarden, waaronder het springpaard Warwick Rex

## Afbeeldingen

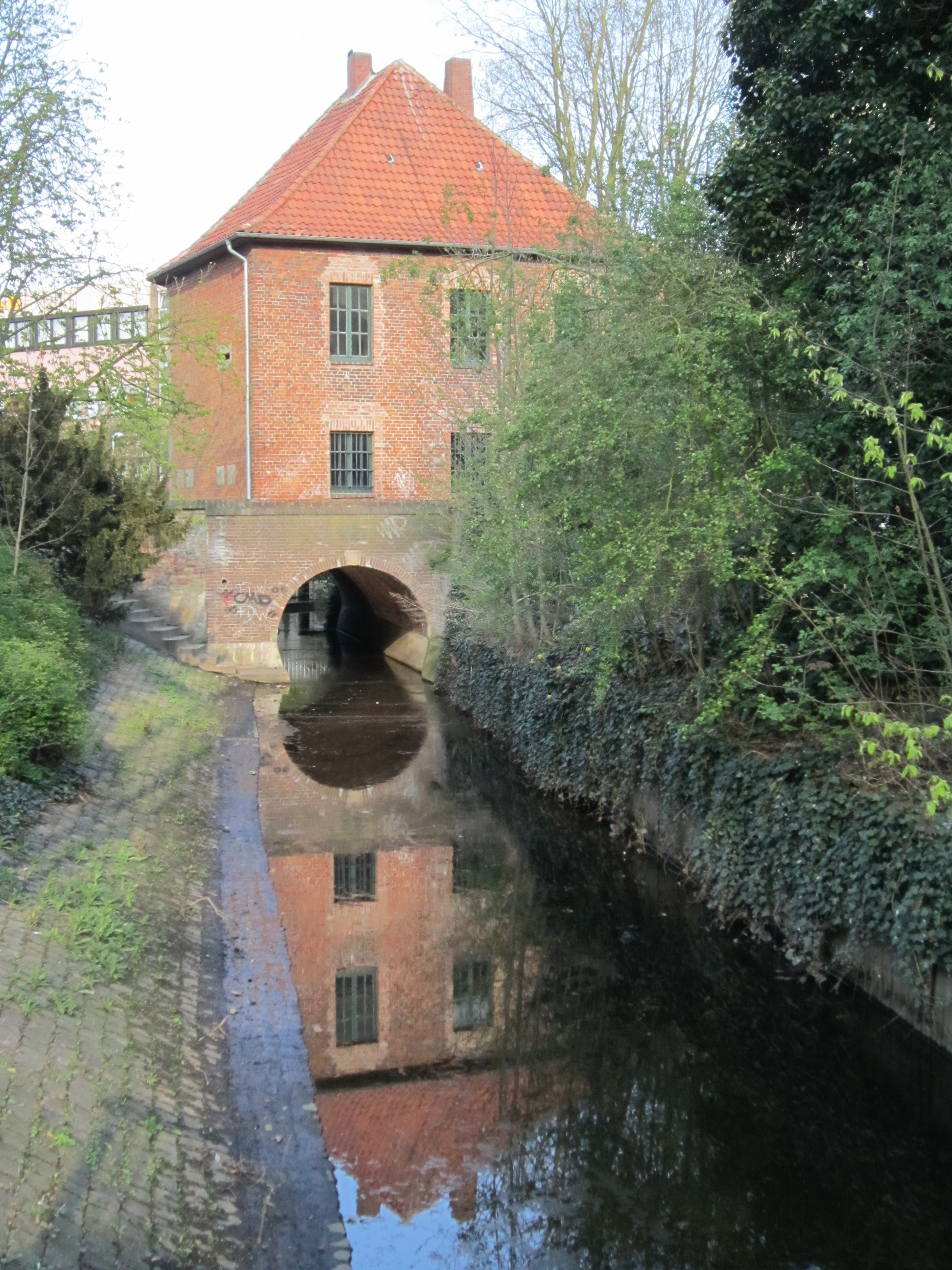
Kaponier (voormalig vestinggebouw, later gevangenis)
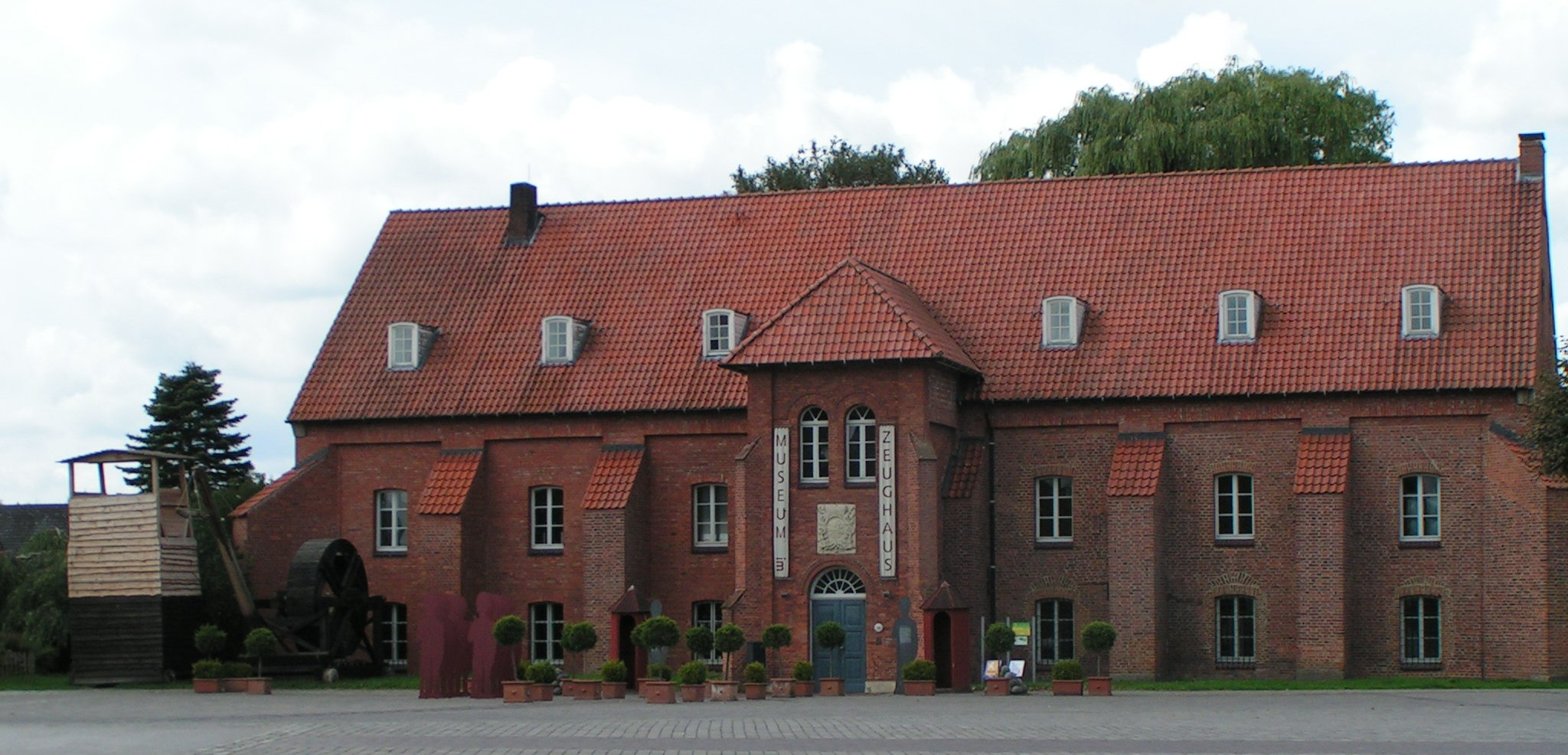
Het Museum im Zeughaus
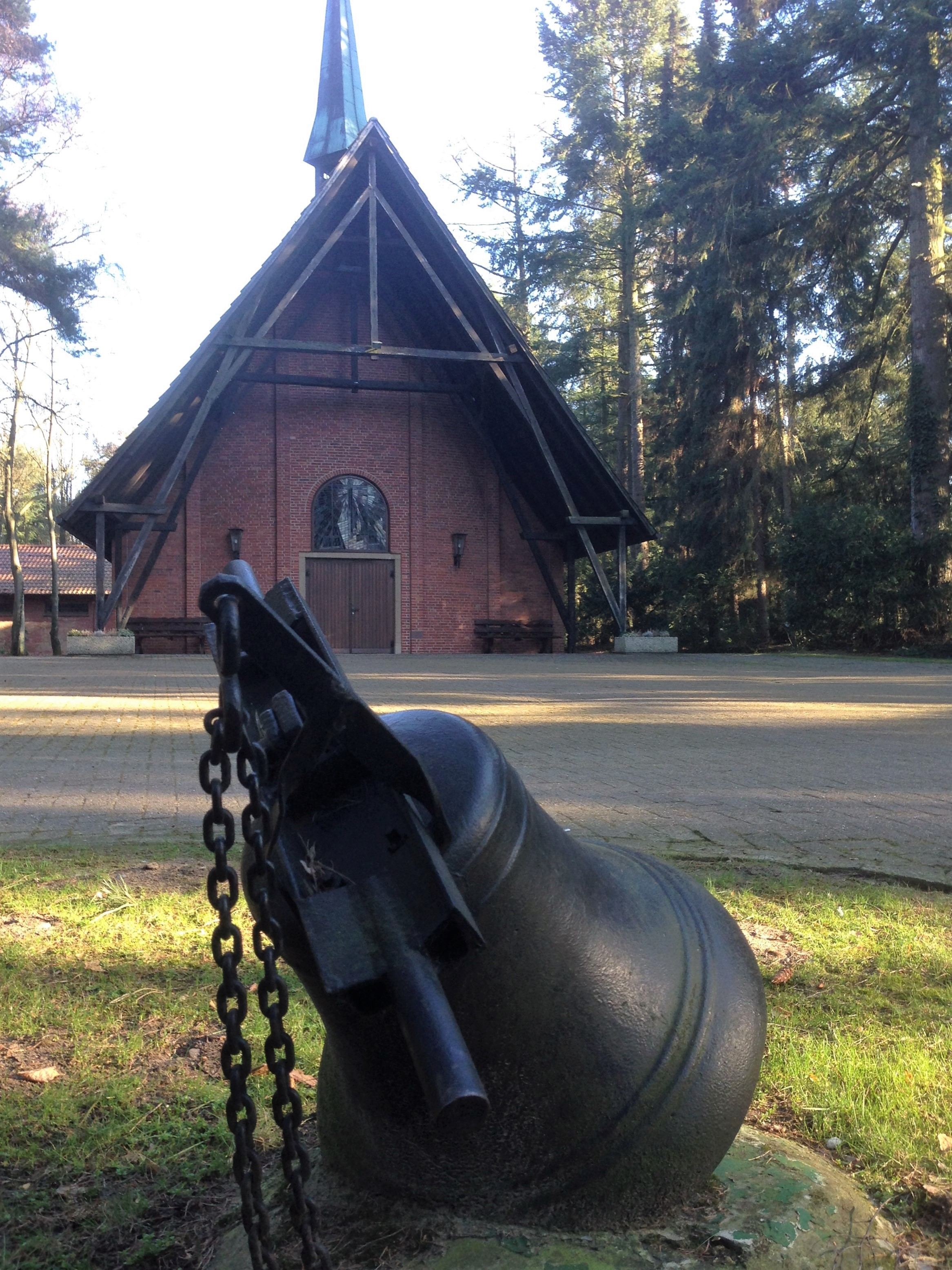
Opstandingskerk op het evangelisch-lutherse kerkhof
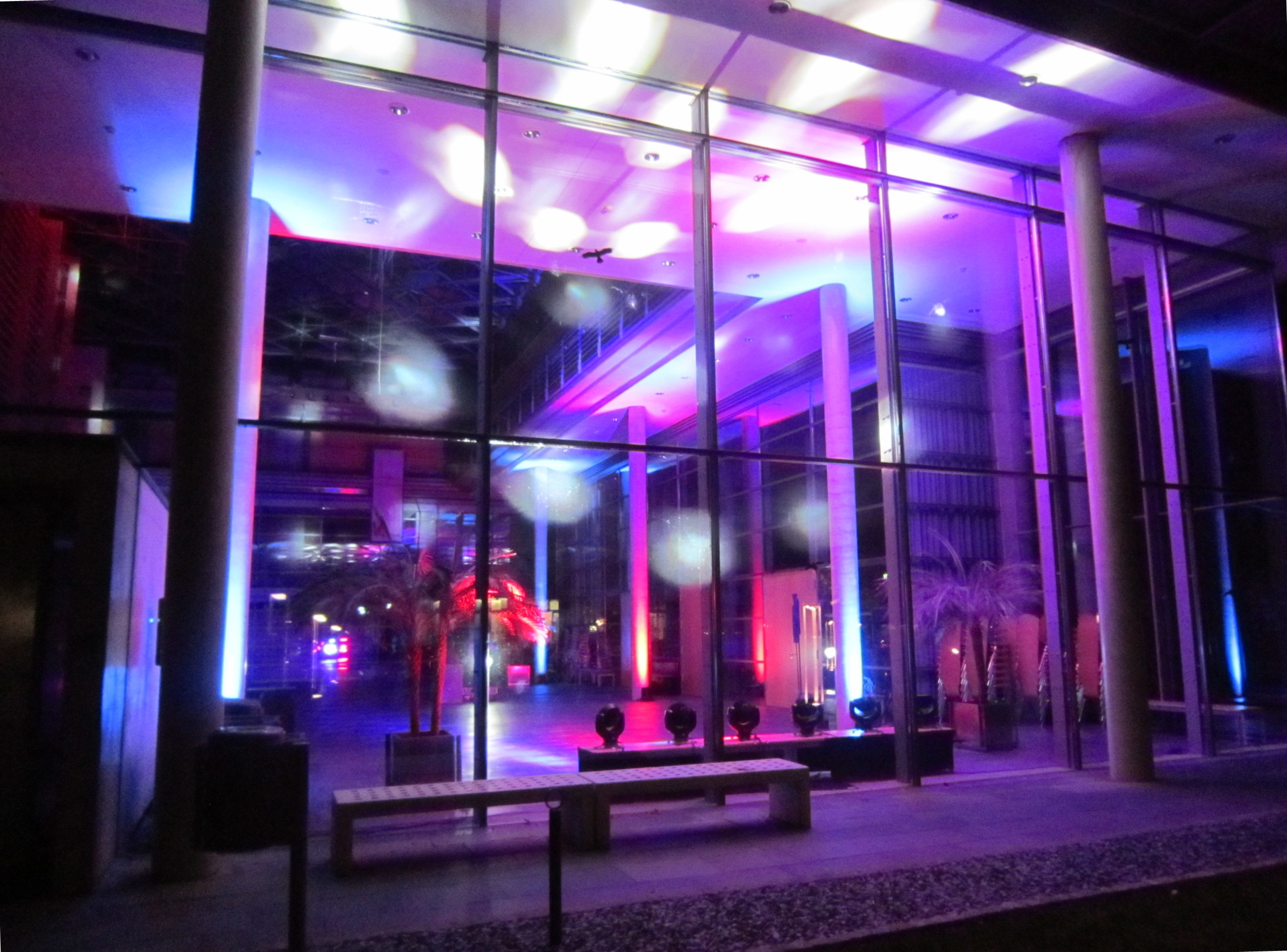
Het raadhuis
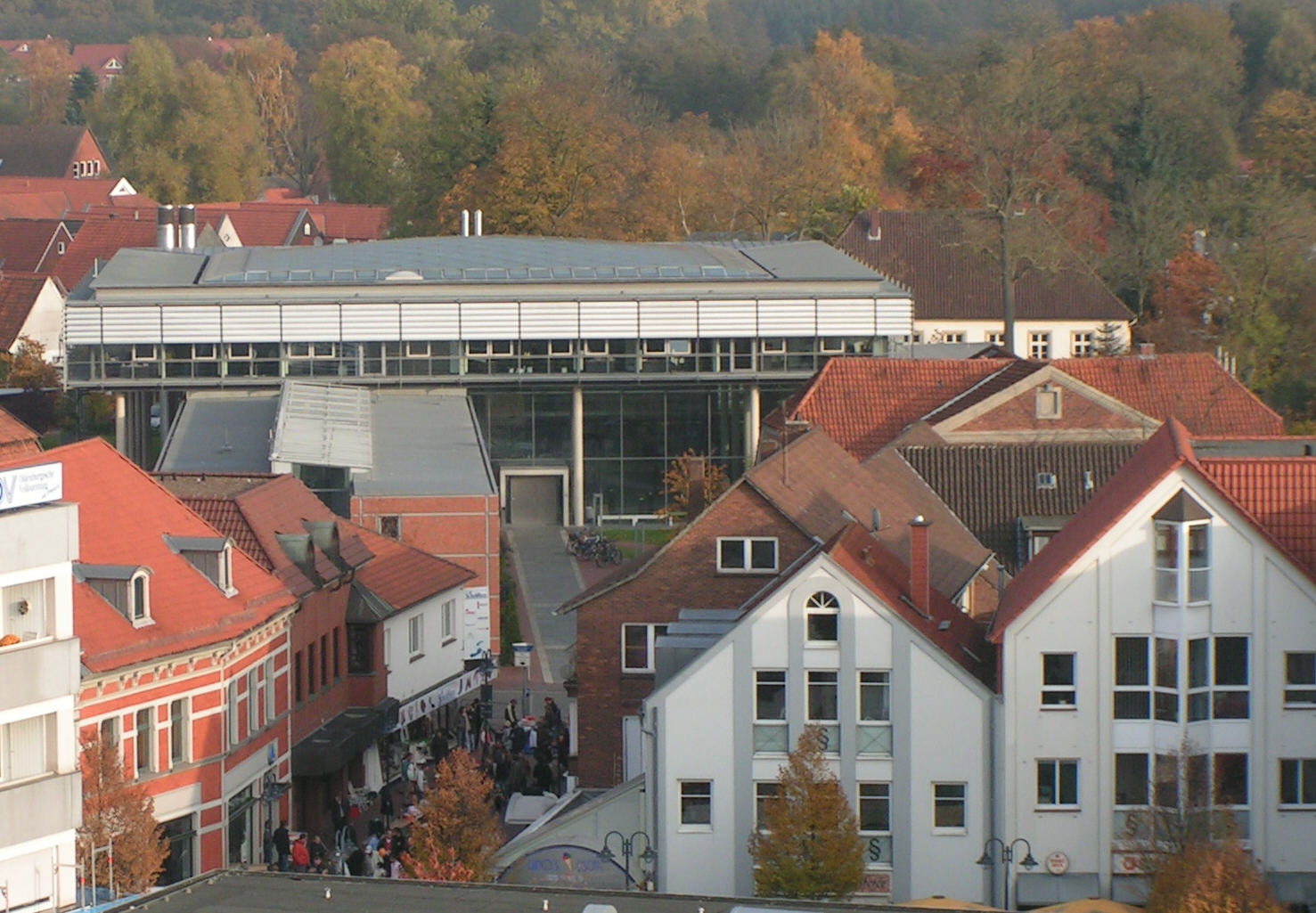
Bij het raadhuis
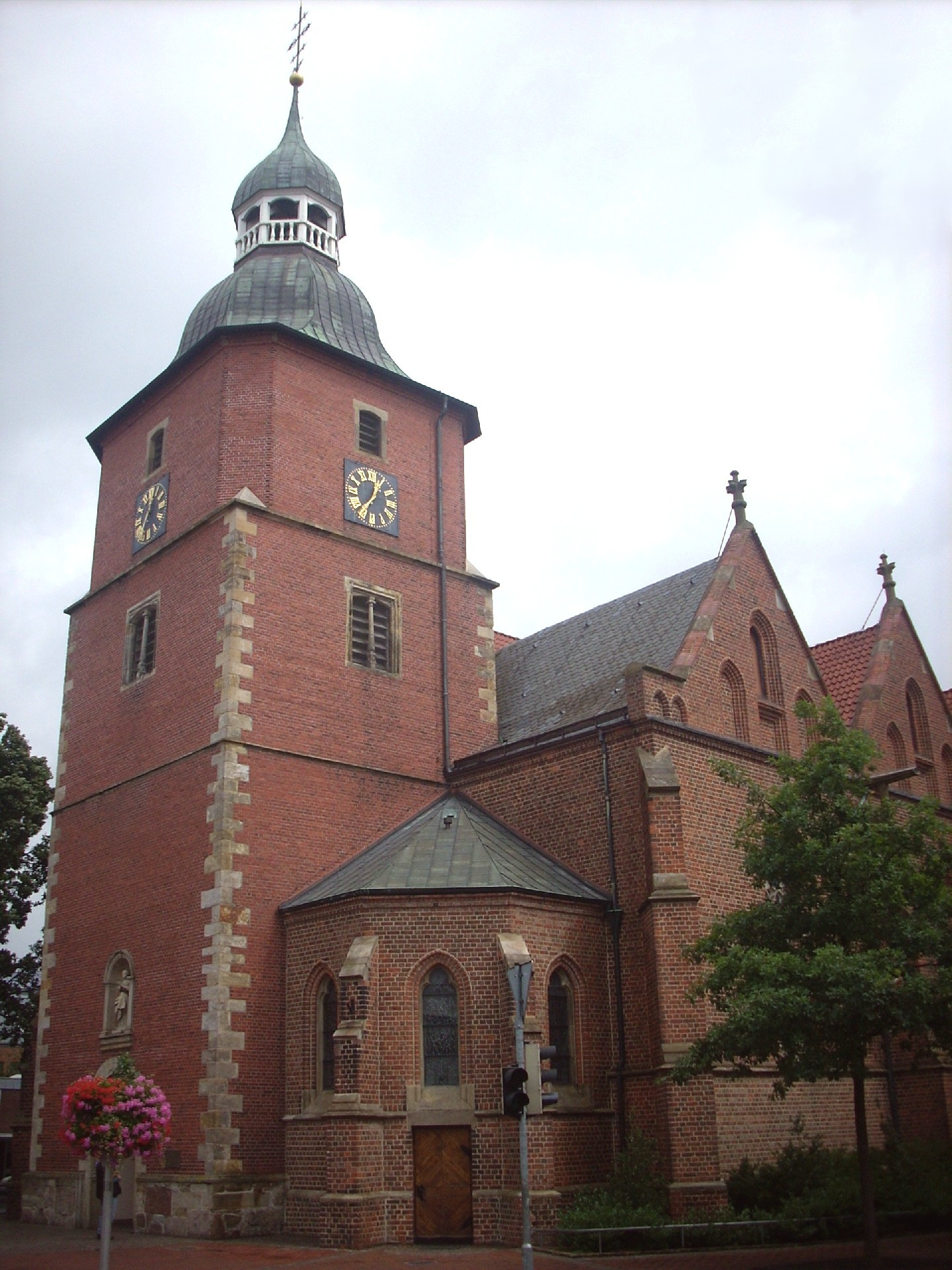
Kath. kerk St. Georg (Sint Joris)
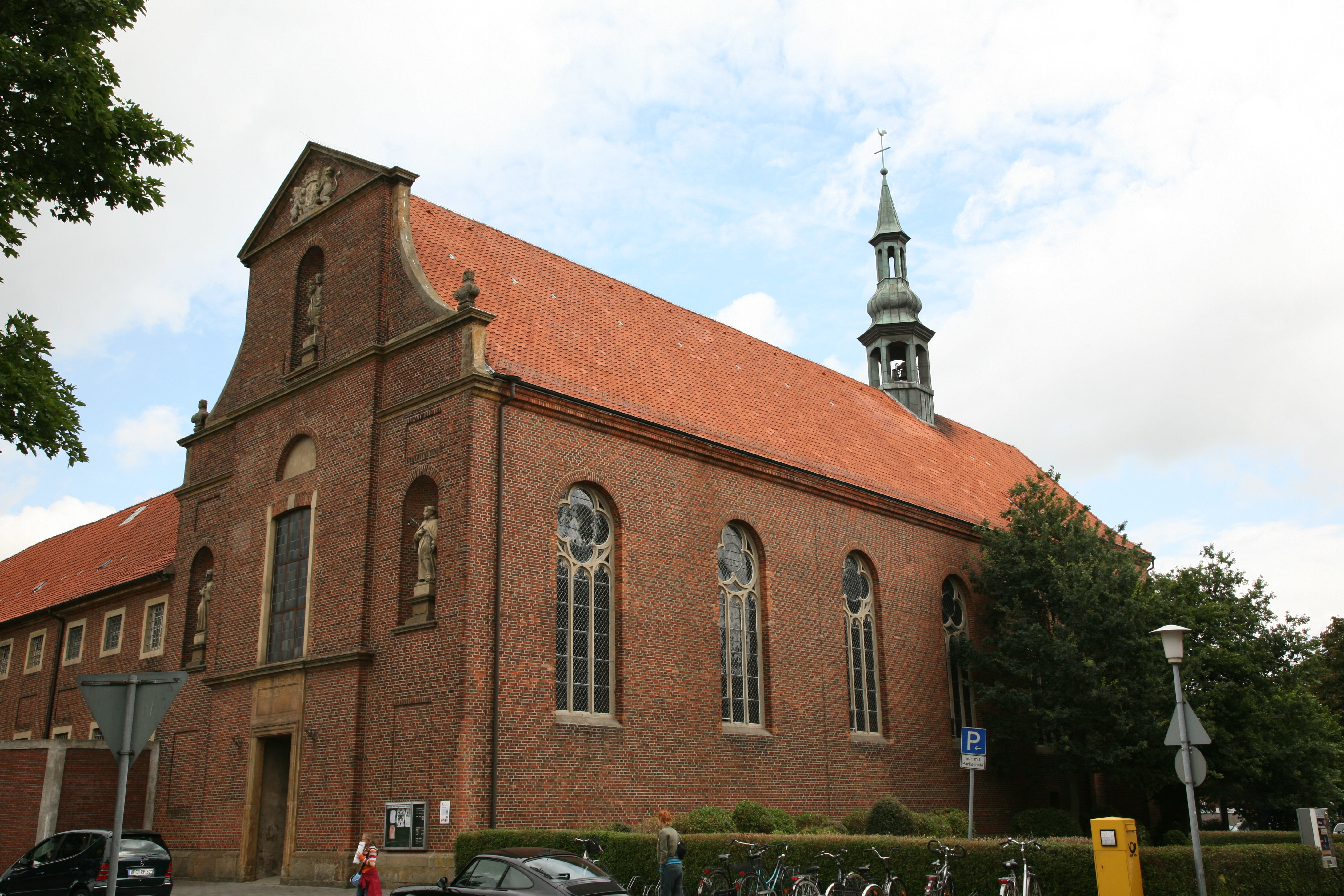
Kloosterkerk
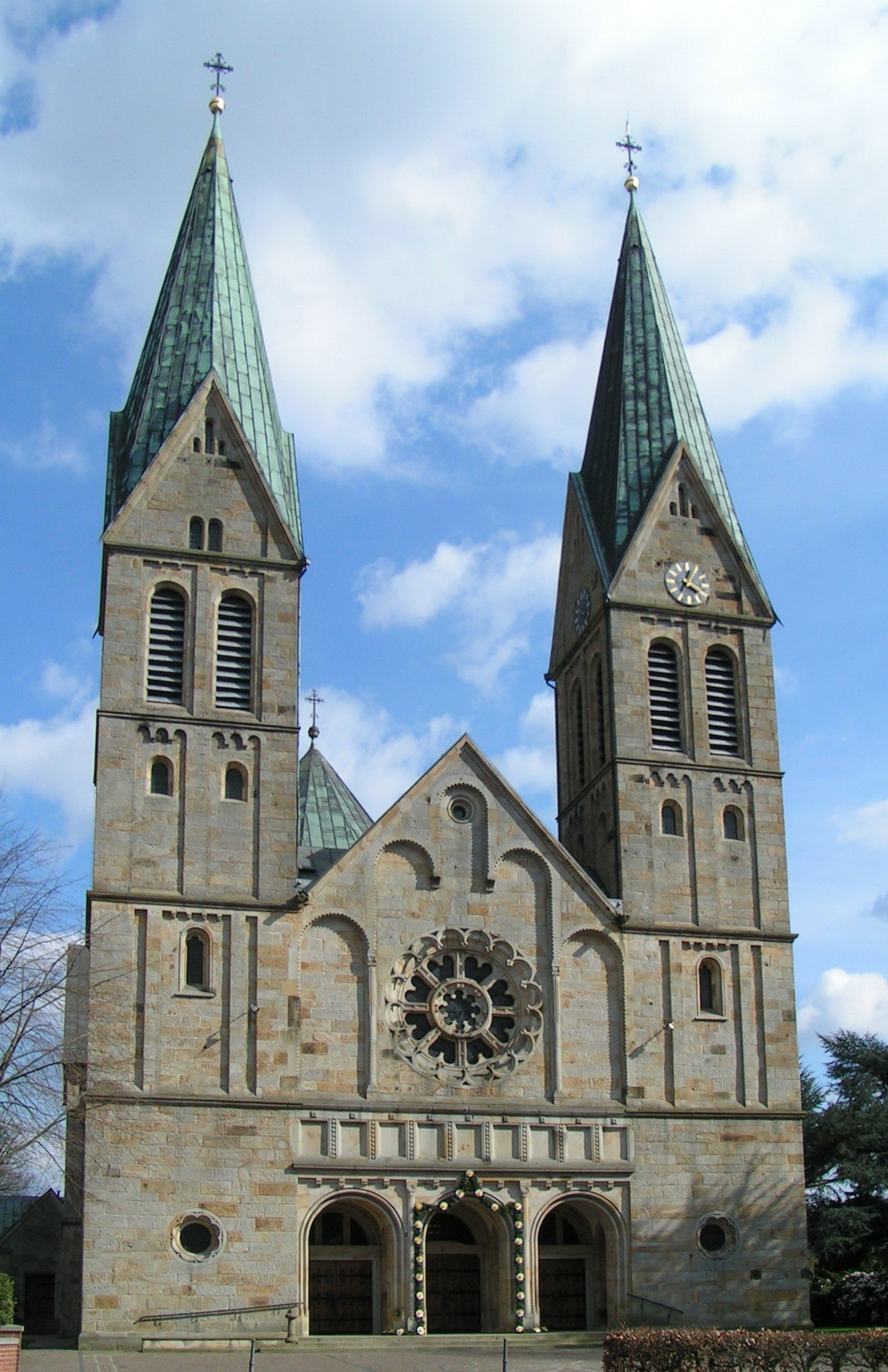
Neoromaanse St. Laurentiuskerk in Langförden
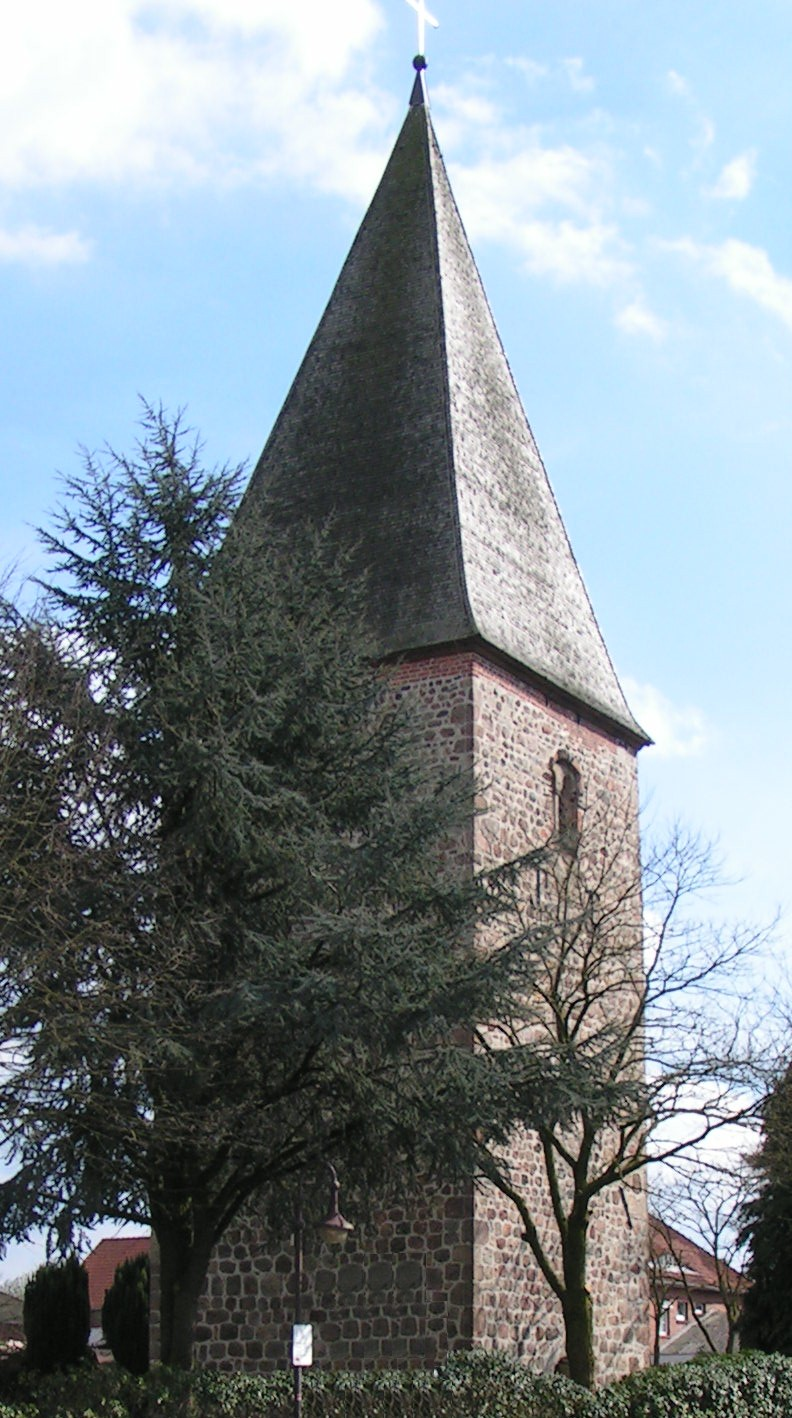
Toren van de oude Laurentiuskerk, Langförden
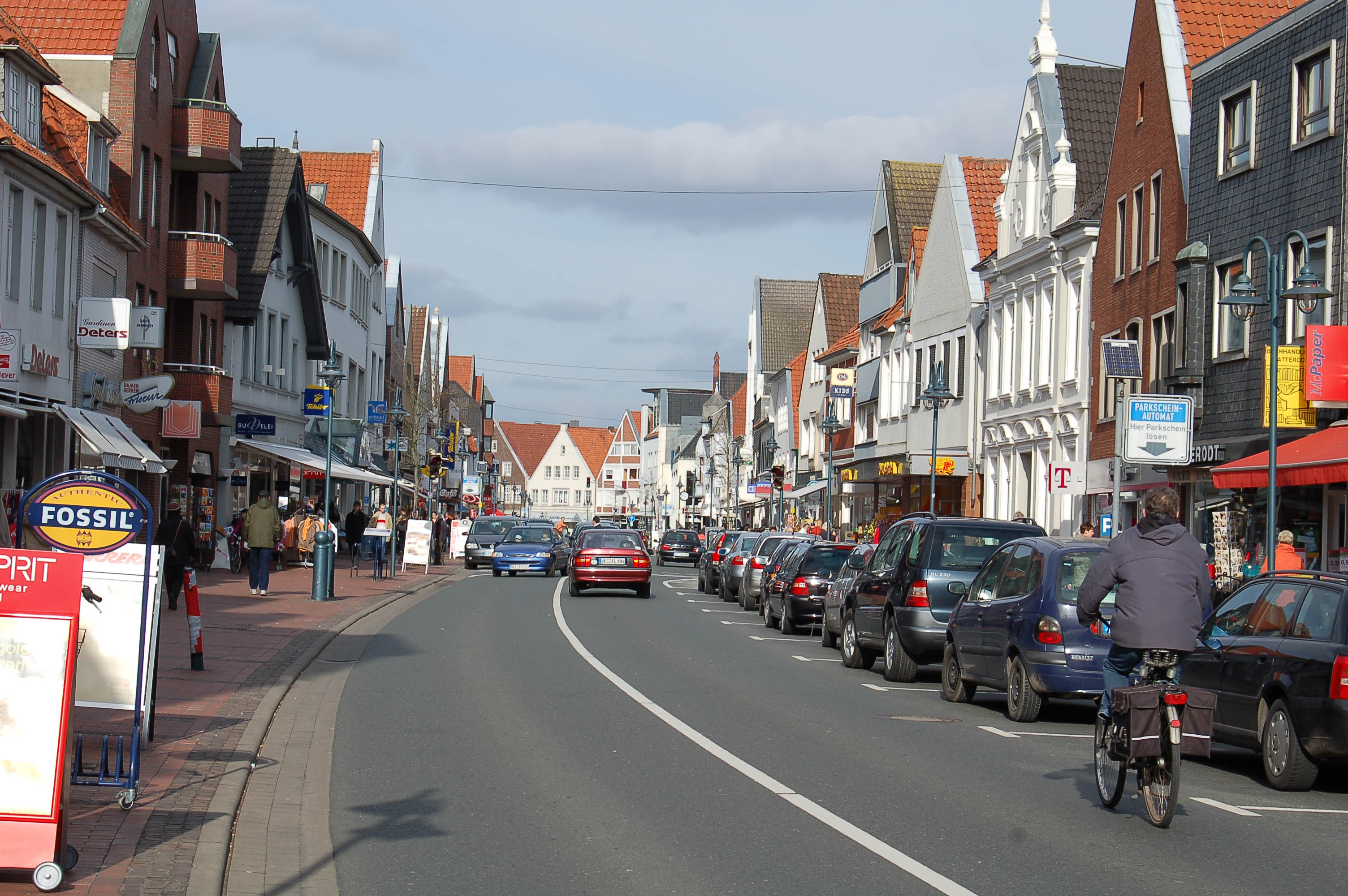
De hoofdwinkelstraat van de stad, de Große Straße
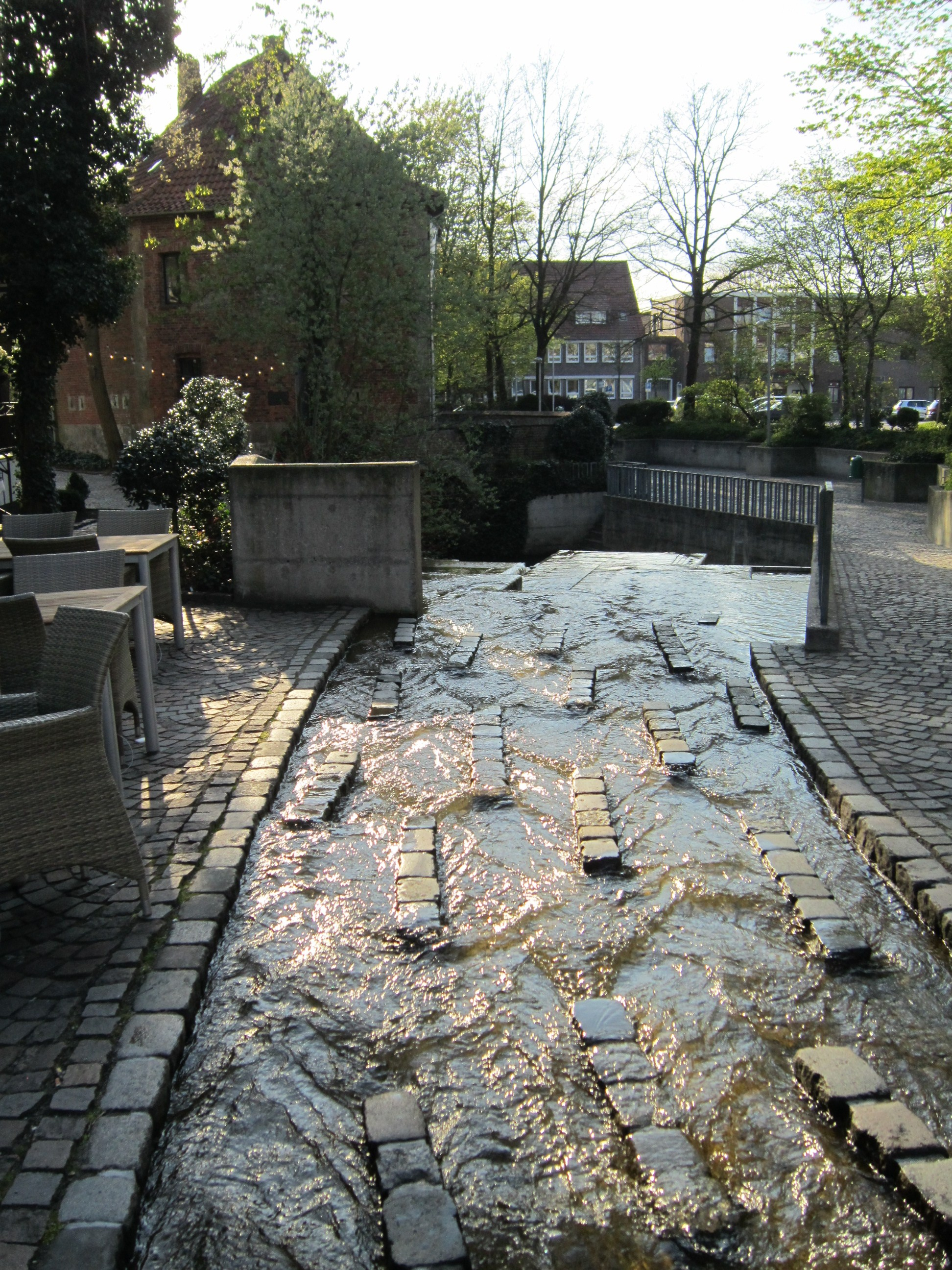
Achterkant van de stadsfontein
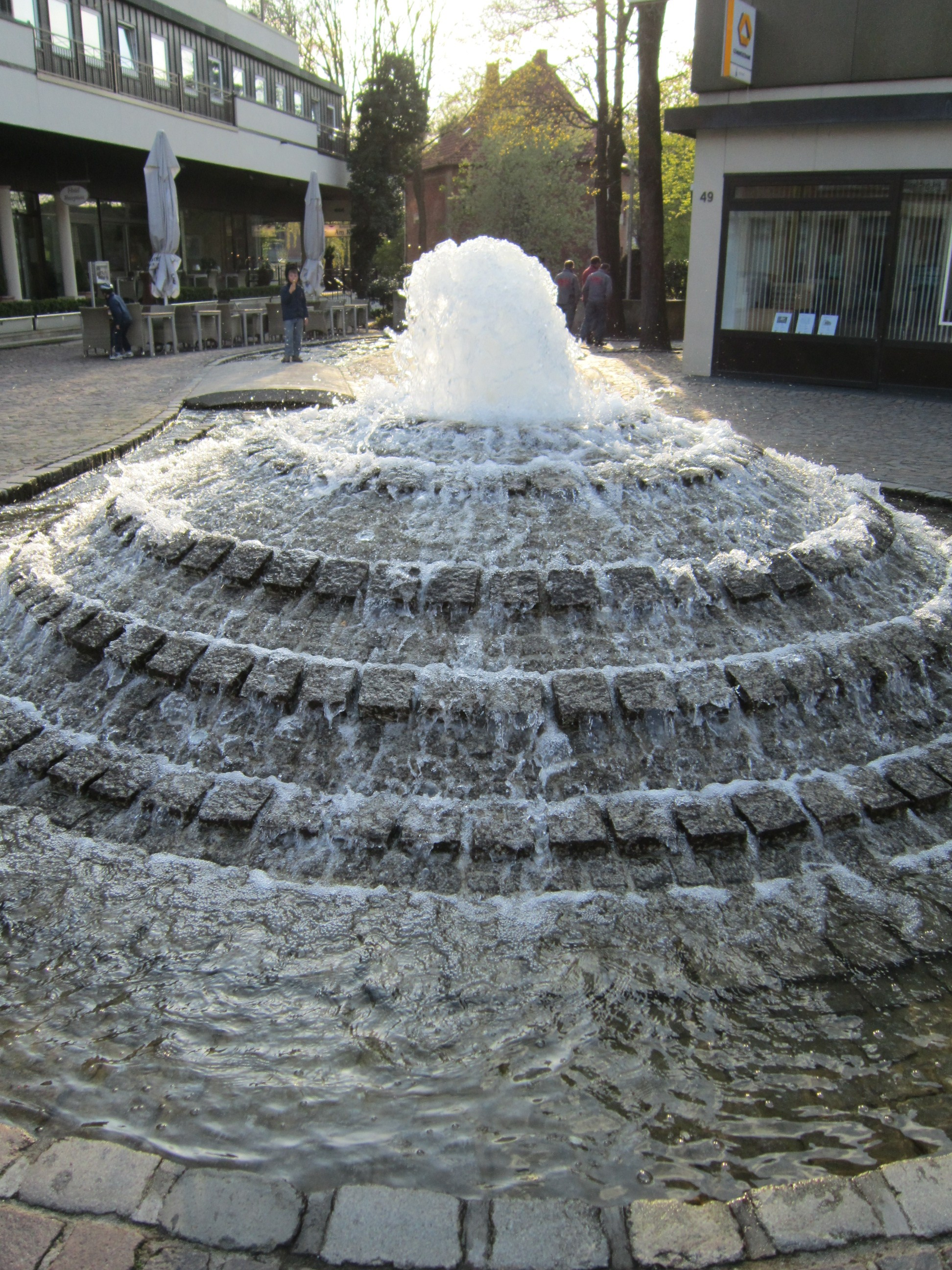
Voorkant van de stadsfontein
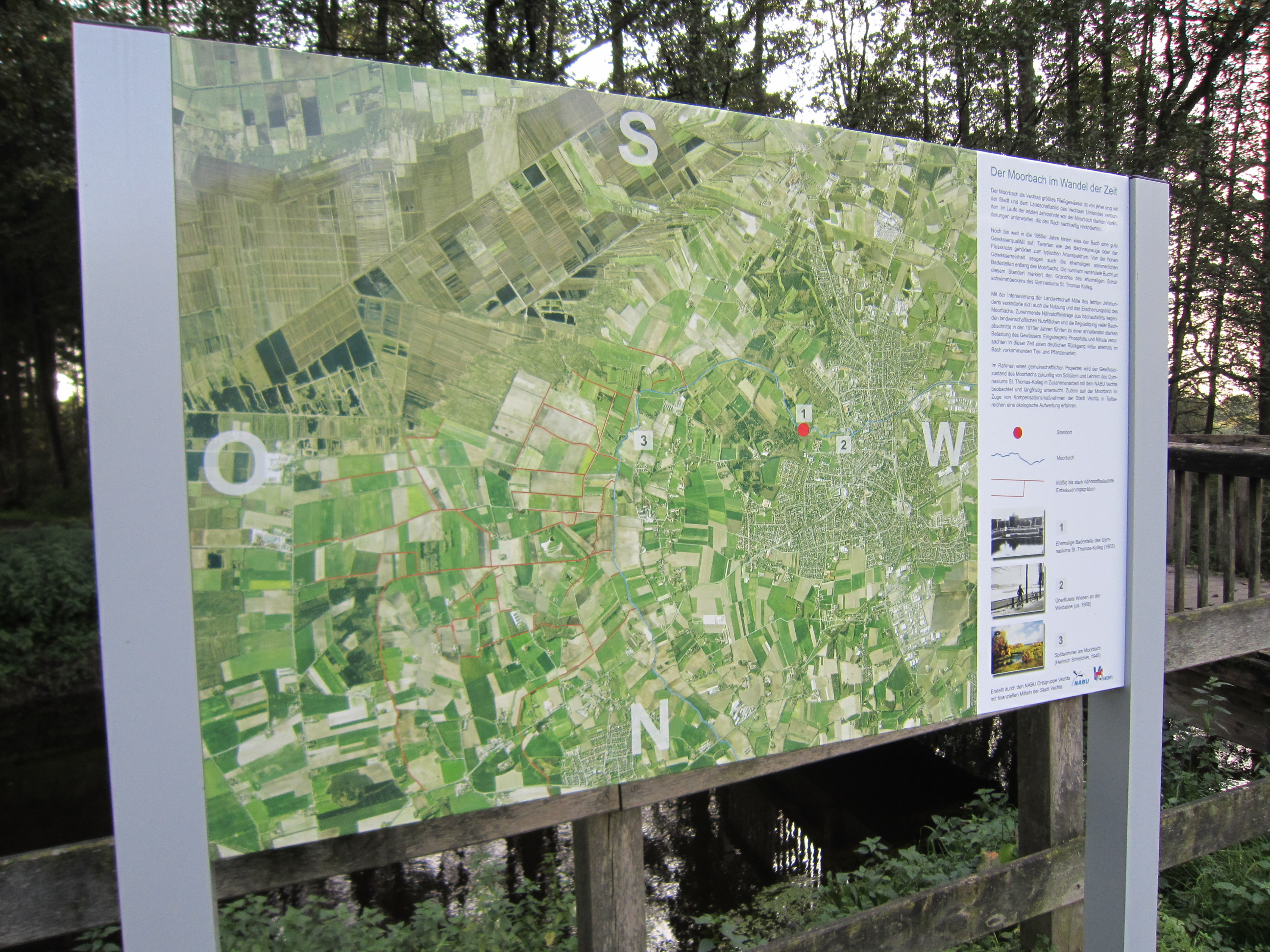
Informatiepaneel bij de Vechtaer Moorbach (veenbeek) in Füchtel, ten oosten van de stadskern
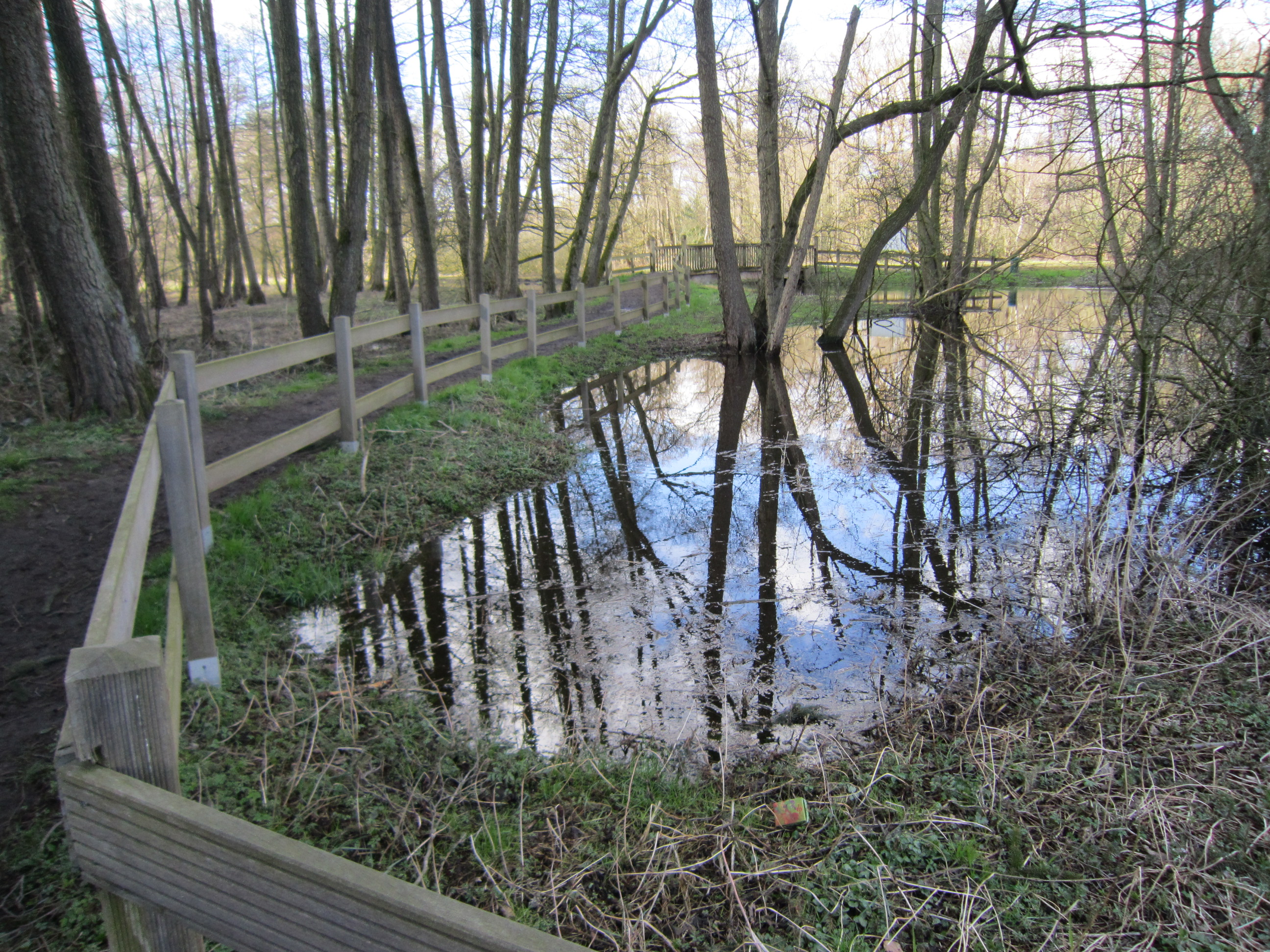
De Moorbach bij hoog water
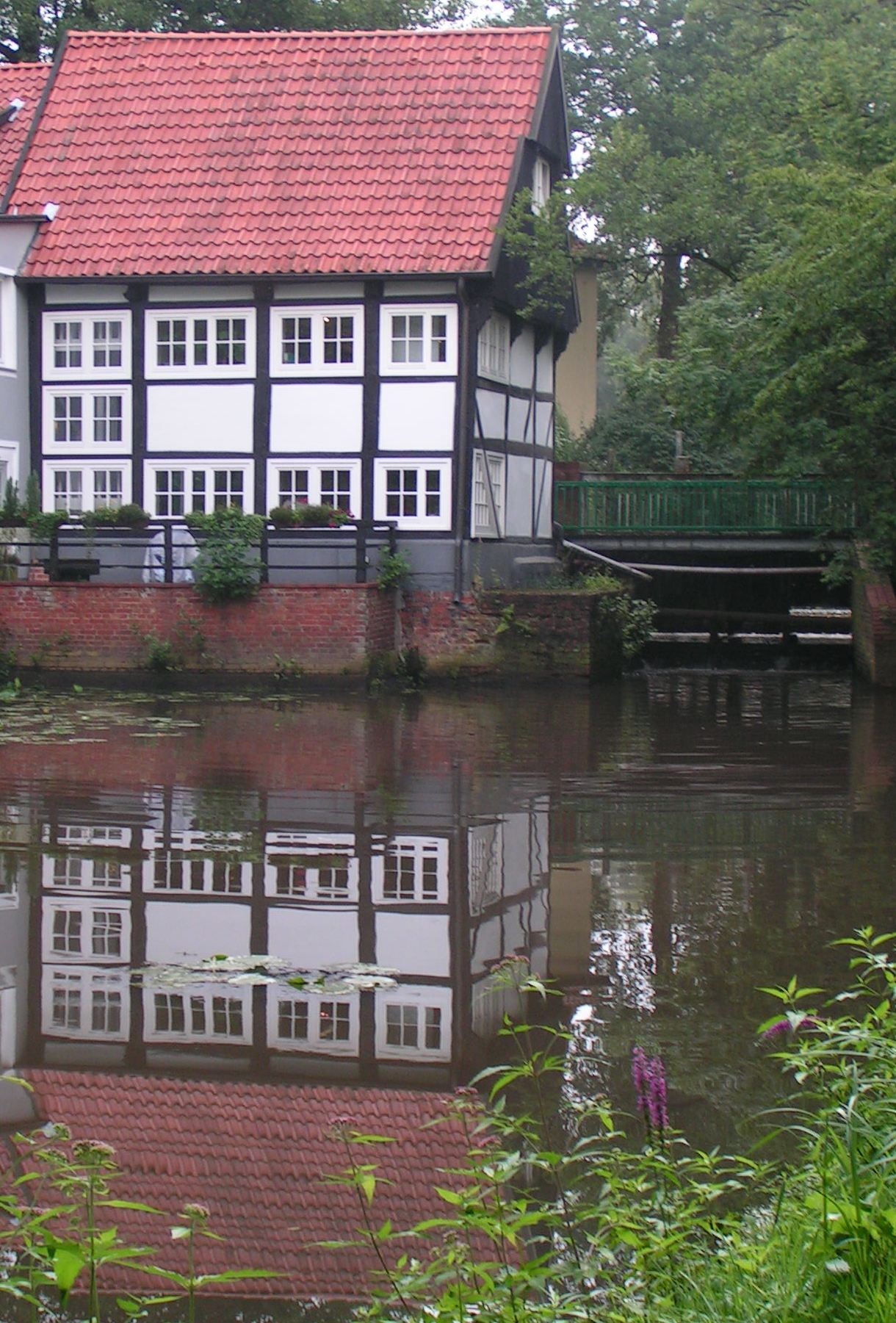
Watermolen op deze beek
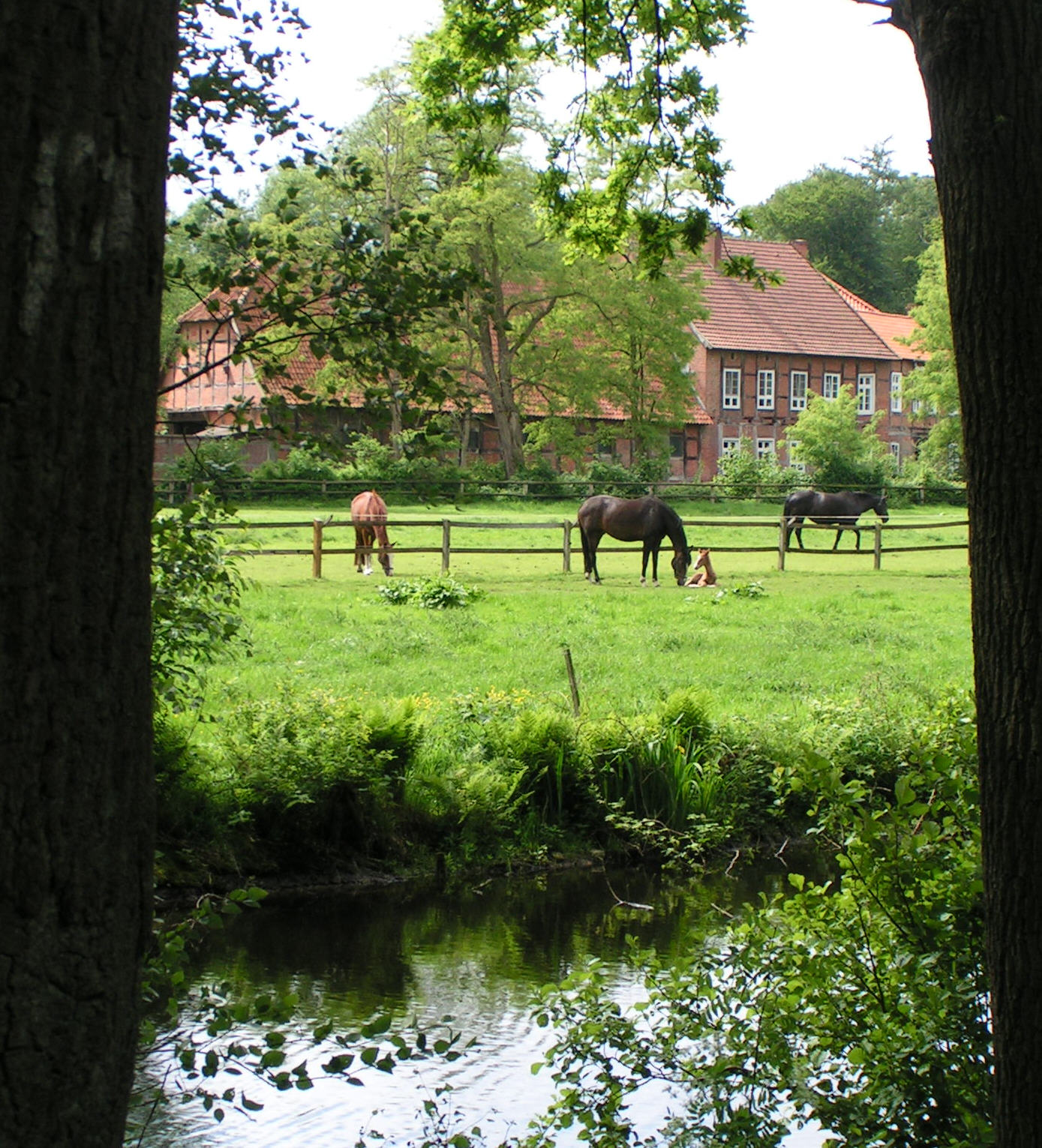
Huize Füchtel, even buiten de stad
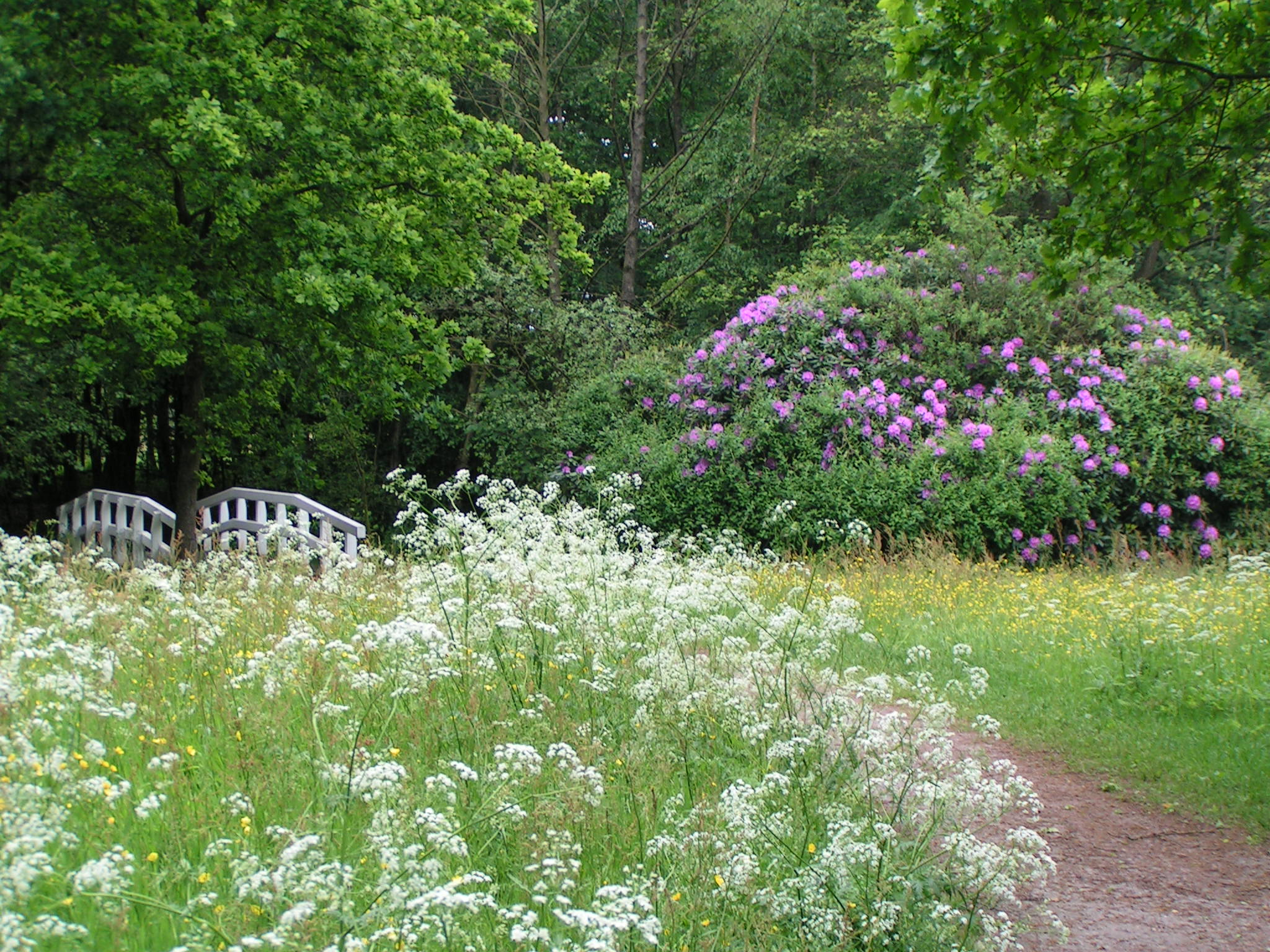
Park „Immentun“ (bijentuin)
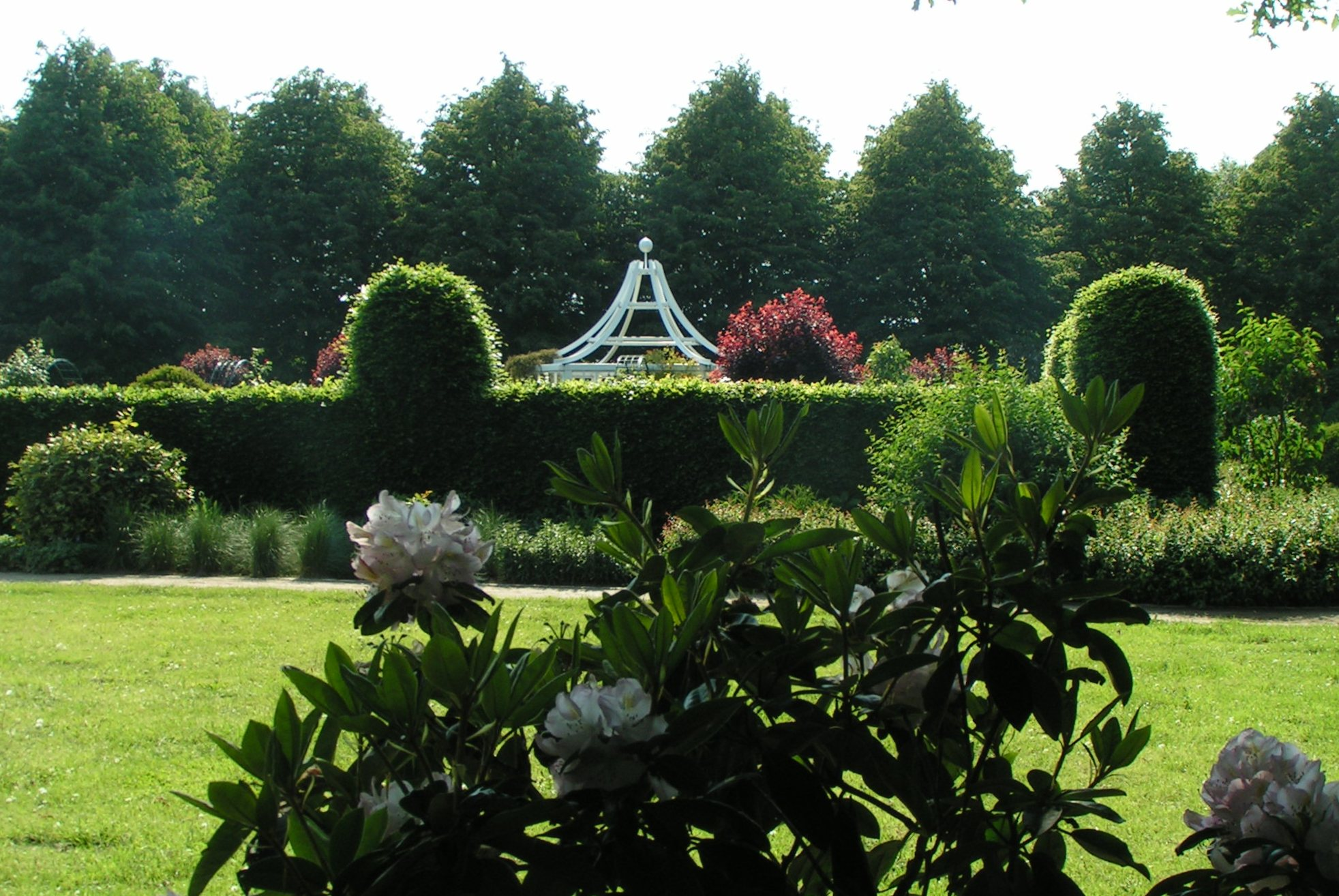
Het citadel-park in Vechta
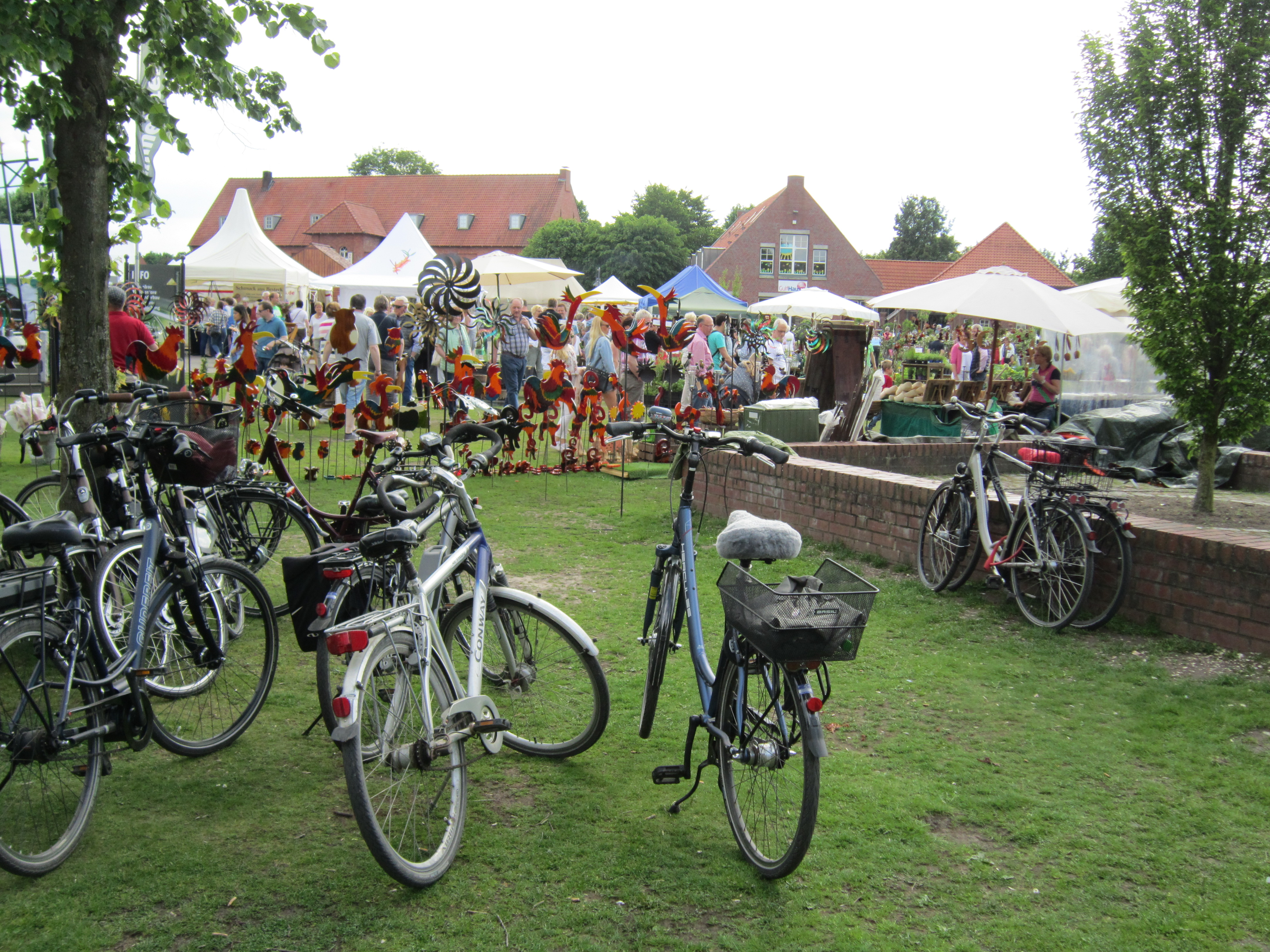
Kunstmanifestatie in een der stadsparken
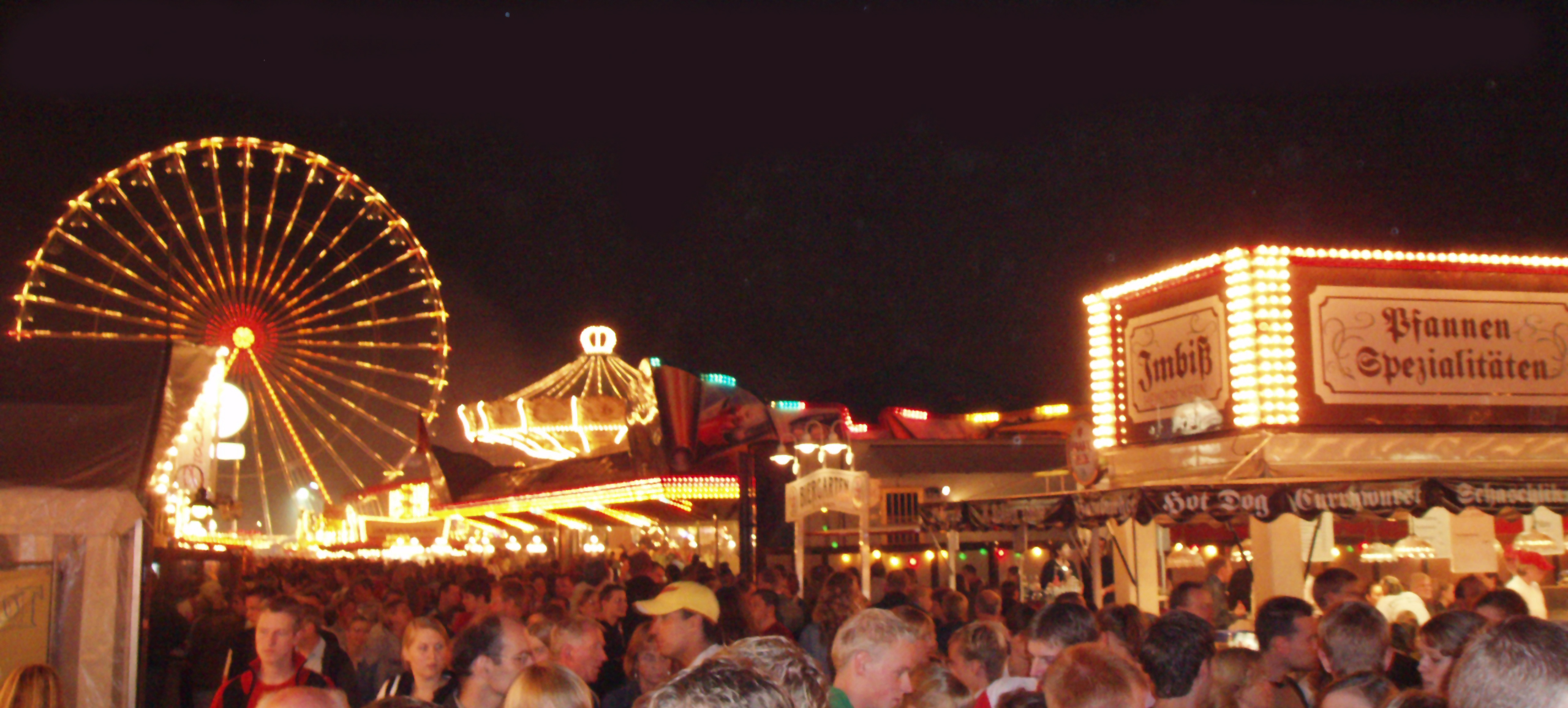
De Stoppelmarkt bij avond
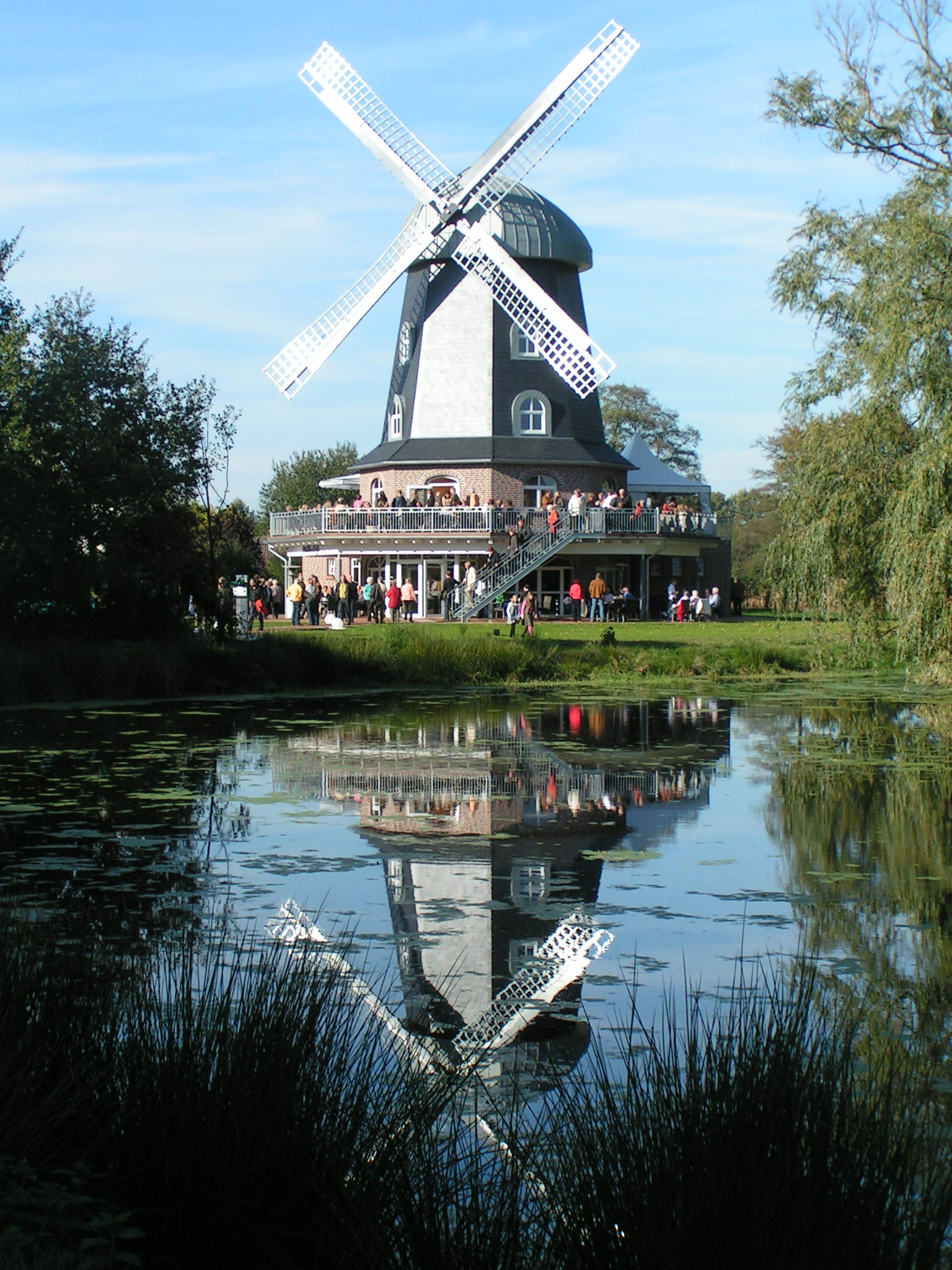
Windmühle Spreda
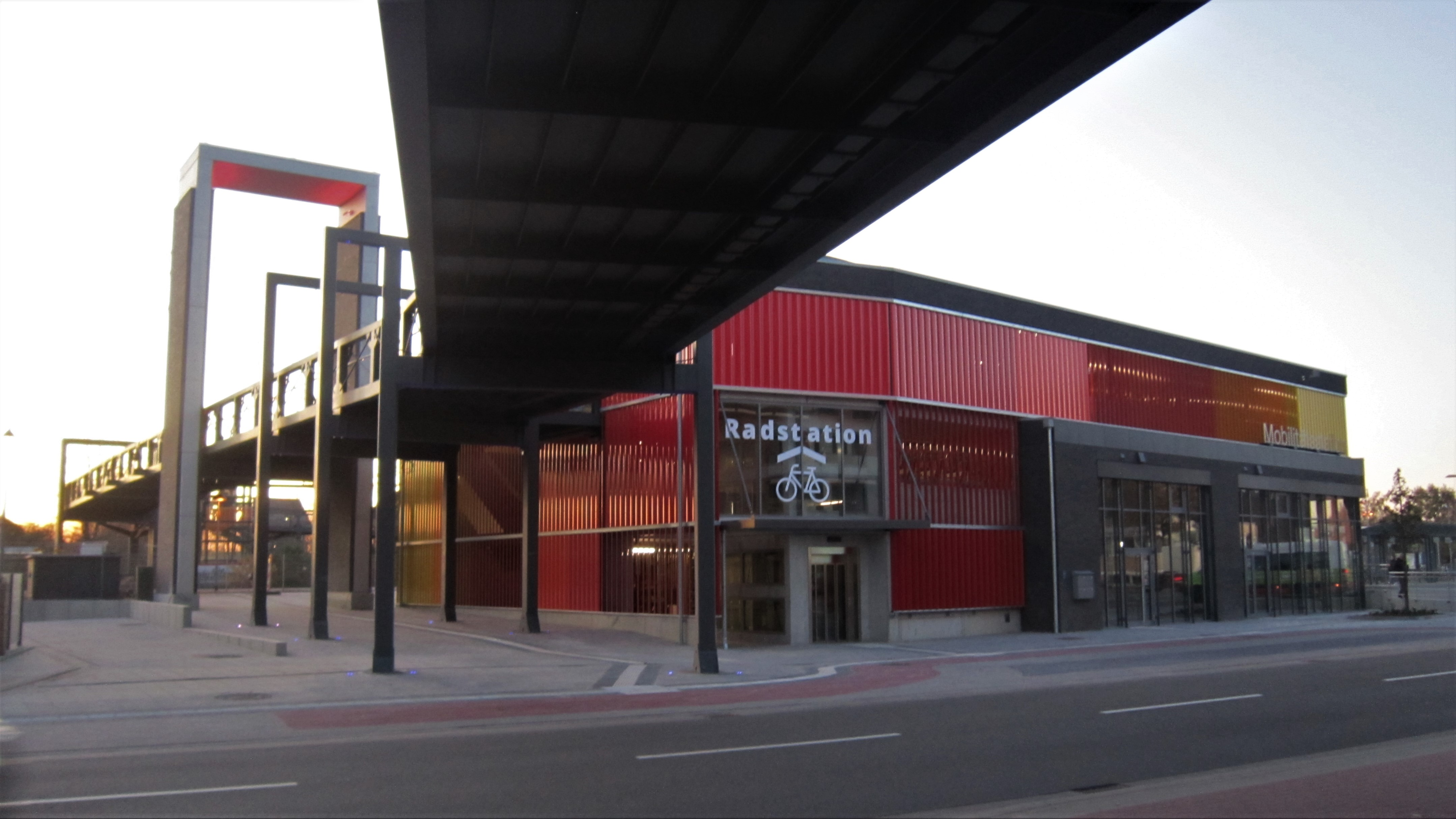
Fietsvoorziening bij het station, in 2019 geopend
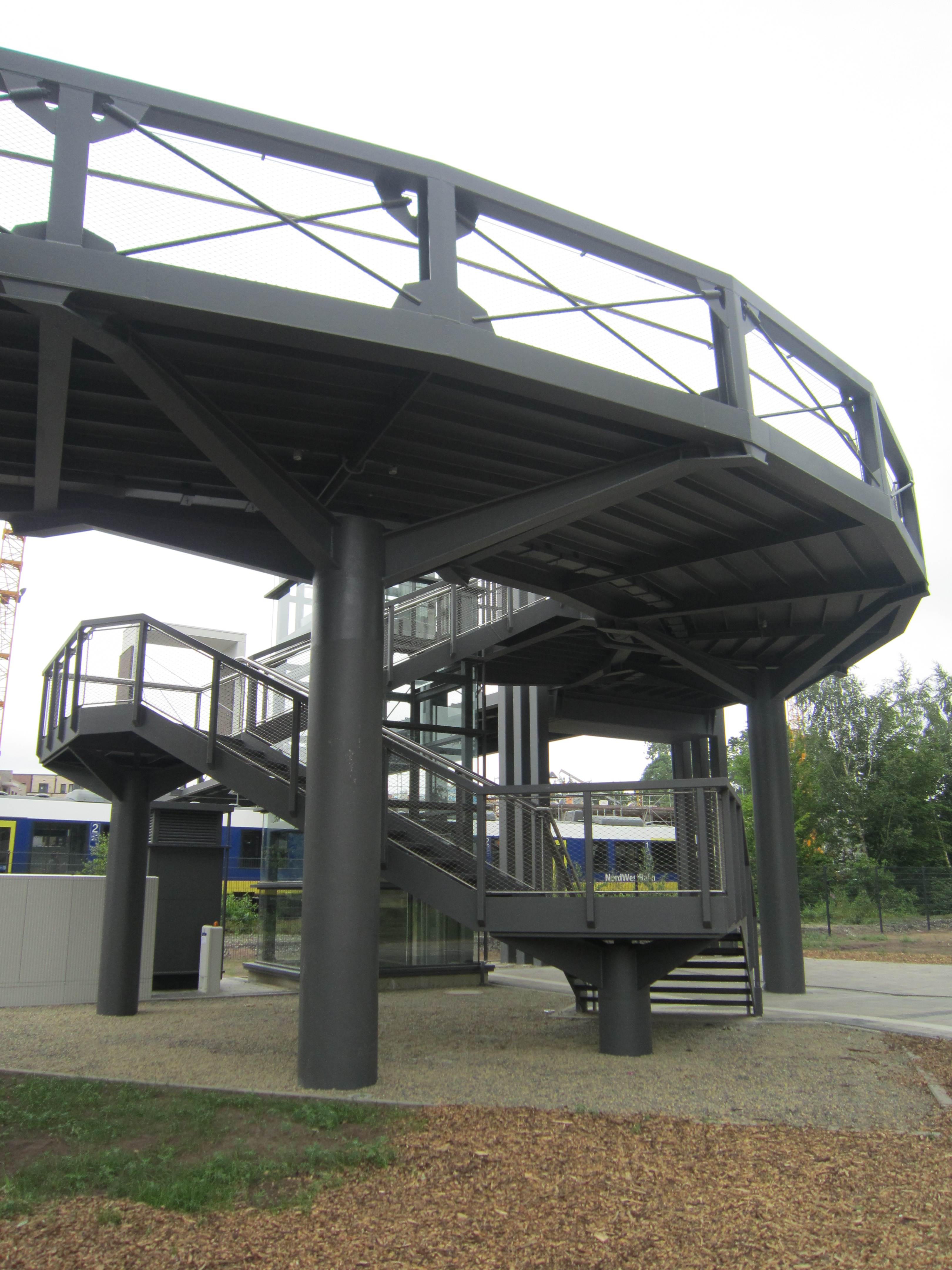
De nieuwe fiets- en voetgangersbrug van het citadel-park naar het station
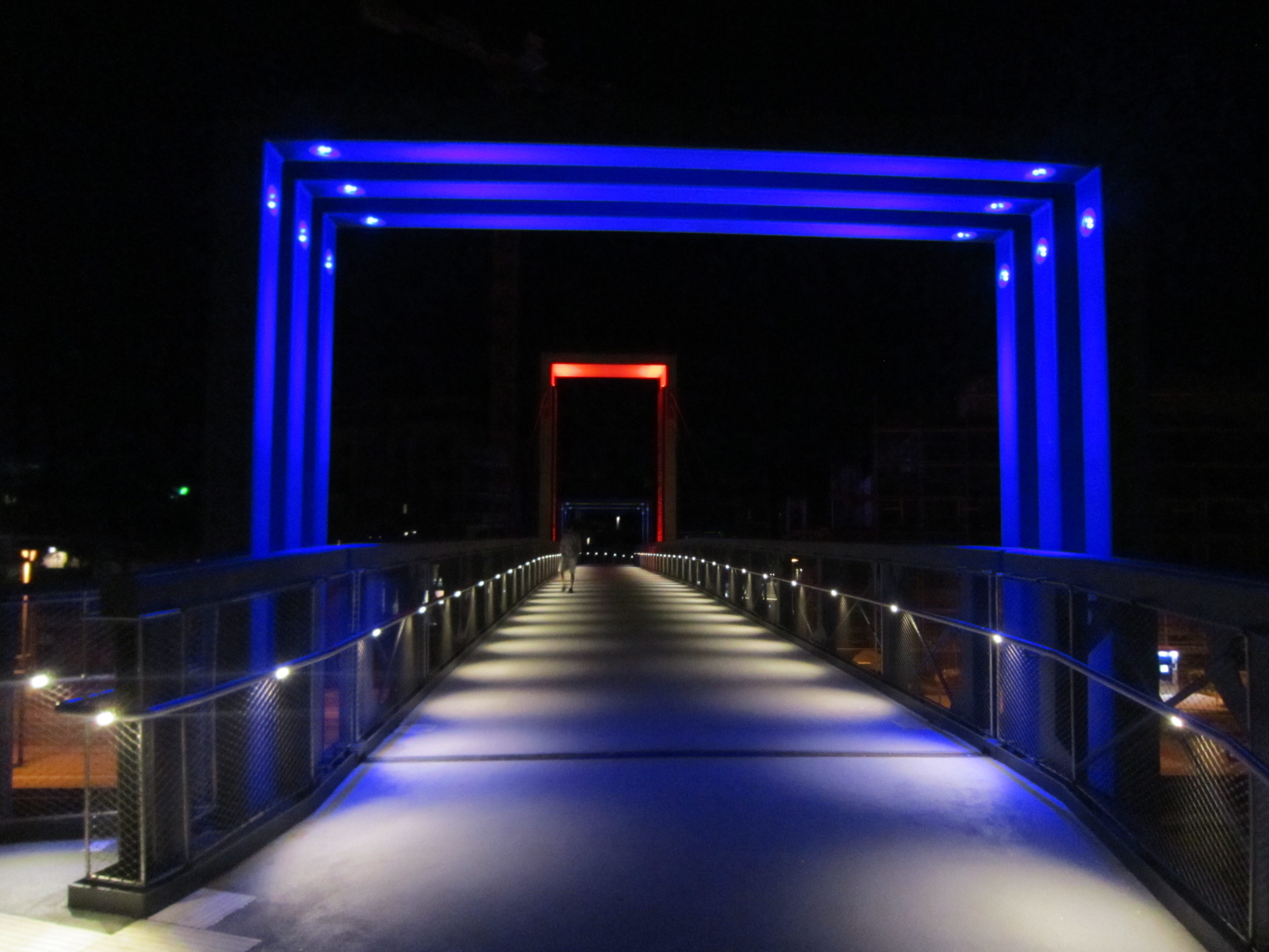
Brug bij het station, bij avond